# توماس بوسويل
توماس بوسويل (بالإنجليزية: Thomas Boswell)‏ هو كاتب العمود وصحفي أمريكي، ولد في 11 أكتوبر 1947.

## وصلات خارجية
- توماس بوسويل على موقع IMDb (الإنجليزية)